# Утро (Могилёвская область)
У́тро (бел. Утра) — деревня в составе Горбовичского сельсовета Чаусского района Могилёвской области Республики Беларусь.

## Население
- 2010 год — 21 человек